# Біндусара
Біндусара (*320 до н. е. —272 до н. е.) — володар імперії Маур'їв у 298 до н. е.—272 до н. е., визначний політичний та військовий діяч Стародавньої Індії.

## Життєпис

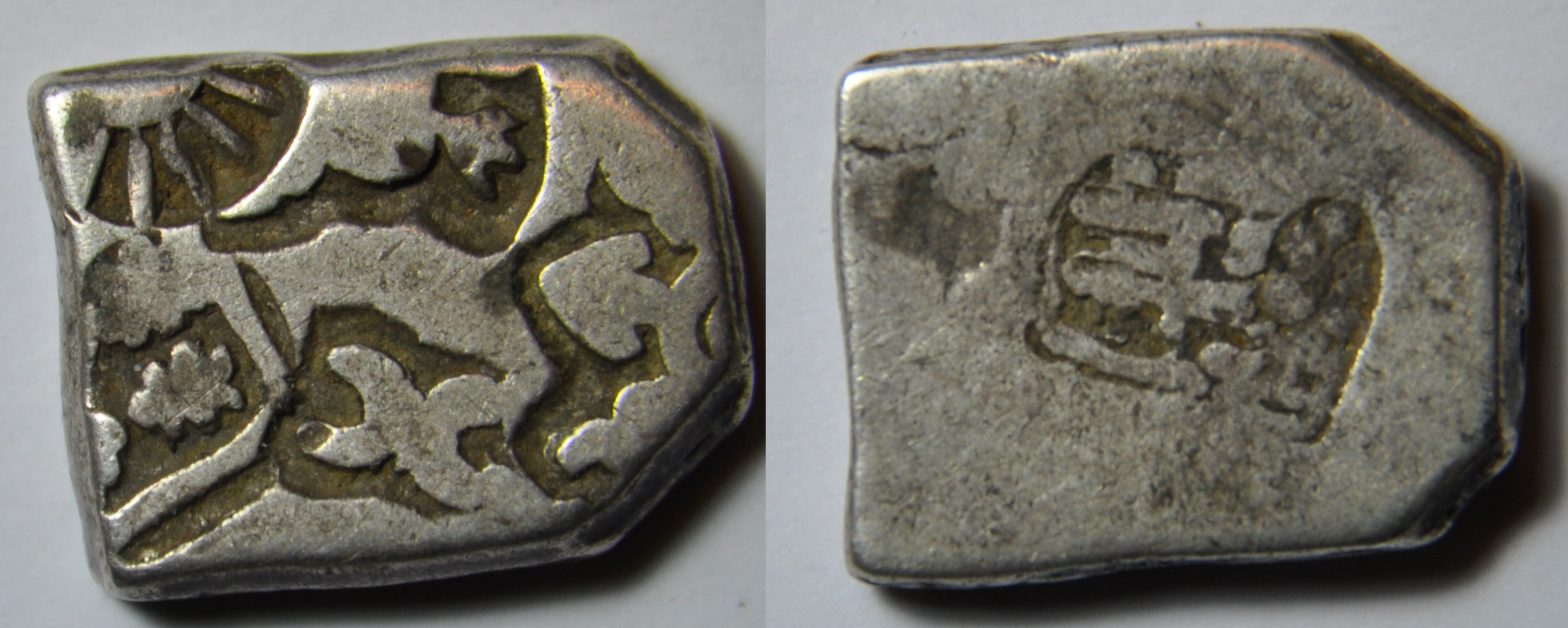
Копійки Біндусара

Походив з династії Маур'я. Син Чандраґупти. Про молоді роки його мало відомостей. Після смерті батька у 298 році до н. е. успадкував імперію. При ньому посаду першого міністра зберіг брахман Чанак'я. Біндусара продовжив походи, які були спрямовані на південь Індостану. Його армії розбили та підкорили 16 царств у центральній та південній частині півострова. Біндусара не зміг підкорити лише царства Чола, Падея, Чера та Калінга. Водночас війська Маур'я були вимушені двічі придушувати повстання у колишньому царстві Таксіла.
У зовнішній політиці Біндусара продовжив політику батька щодо підтримання дружних відносин з еллінським світом. Імператор (махараджахіраджа) сприяв розвитку торговельних відносин з царствами Птолемеїв в Єгипті та Селевкидів в Азії.
У внутрішній політиці виявив себе прихильником секти адживіка. Водночас надавав значні кошти брахманським храмам. Наслідував Біндусарі його син Ашока.